# لیتلوردث، ویل آو وایت هورس
لیتلوردث (به انگلیسی: Littleworth) یک روستا و محله مدنی در بریتانیا است که در ویل آو وایت هرس واقع شده‌است. لیتلوردث ۲۳۹ نفر جمعیت دارد.